# Heian Godan
È il quinto dei cinque kata "Heian" (i cui ideogrammi stanno a significare "Pace e tranquillità") dello stile Shotokan. Originariamente tutti i kata Heian si chiamavano Pinan. Il significato del nome è "pace e tranquillità del quinto livello"

## Tecniche Kata
1. Saluto Musubi dachi
2. Nome del kata
3. Yoi Hachiji-dachi
4. Verso sinistra Kokutsu-dachi sinistro Uchi uke sinistro
5. Sul posto Gyaku zuki destro rimanendo kokutsu-dachi
6. Riunendo con il piede destro verso sinistra in Heisoku dachi mizunagare kamae sinistro
7. Ruotando a 90° scendere in Kokutsu-dachi destro uchi-uke destro
8. Sul posto Gyaku zuki sinistro rimanendo in kokutsu-dachi
9. Riunendo con il piede sinistro verso destra in Heisoku dachi mizunagare kamae destro
10. In avanti kokutsu dachi destro morote uke destro
11. Avanzando juji uke gedan sinistro in Zenkutsu dachi
12. Sul posto juji shuto uke jodan
13. Sul posto tirare in leva la fianco destro ruotando le mani, tetsui uchi sinistro
14. Avanzando Oi zuki destro con kiai
15. Ruotando di 180° Mika zuki geri destro Gedan Barai in Kiba Dachi destro
16. Ruotando il busto di 180°, ferma la posizione, Haisho uke sinistro
17. Avanzando Mika zuki geri destro mawashi empi destro sulla mano sinistra in kiba dachi destro
18. Ruotando ed avanzando kosa dachi destro uraken uke destro rinforzato
19. Distendendo il braccio destro in ura tsuki ruotare di 180° la posizione in renoiji dachi sinistro
20. Ruotando di 180° avanzare saltando con kiai nel punto più alto e riatterare in kosa dachi basso juji uke
21. Spostando il piede destro avanzare in zenkutsu dachi morote uke destro
22. Ruotare in mawatte zenkutsu dachi sinistro gyaku nukite gedan destro parata tenagashi uke sinistra
23. Spostando il piede anteriore passare in Kokutsu dachi Mangi Uke
24. Riunire il piede sinistro in Heisoku dachi rivolti verso destra mantenendo ferme le braccia
25. Ruotare sul posto di 180° mantenendo ferme le braccia
26. Spostando il piede destro in Zenkutsu dachi colpire Gyaku nukite gedan sinistro tenagashiuke destro
27. Spostare il piede anteriore, il destro, in Kokutsu dachi destro mangi uke destro
28. Spostare il piede destro Hachiji-dachi Yoi con KIAI
29. Saluto musubi dachi
30. Yame